# Nelson Demarco
Nelson Walter Demarco Riccardi, (nacido el 6 de febrero de 1925 y fallecido el 22 de julio de 2009) fue un jugador de baloncesto uruguayo. Tiene en su haber dos medallas de bronce olímpicas con Uruguay, en los Juegos Olímpicos de Helsinki 1952 y en los Juegos Olímpicos de Melbourne 1956.
Sus restos yacen en el Cementerio del Norte de Montevideo.